# Wolfgang Dippel

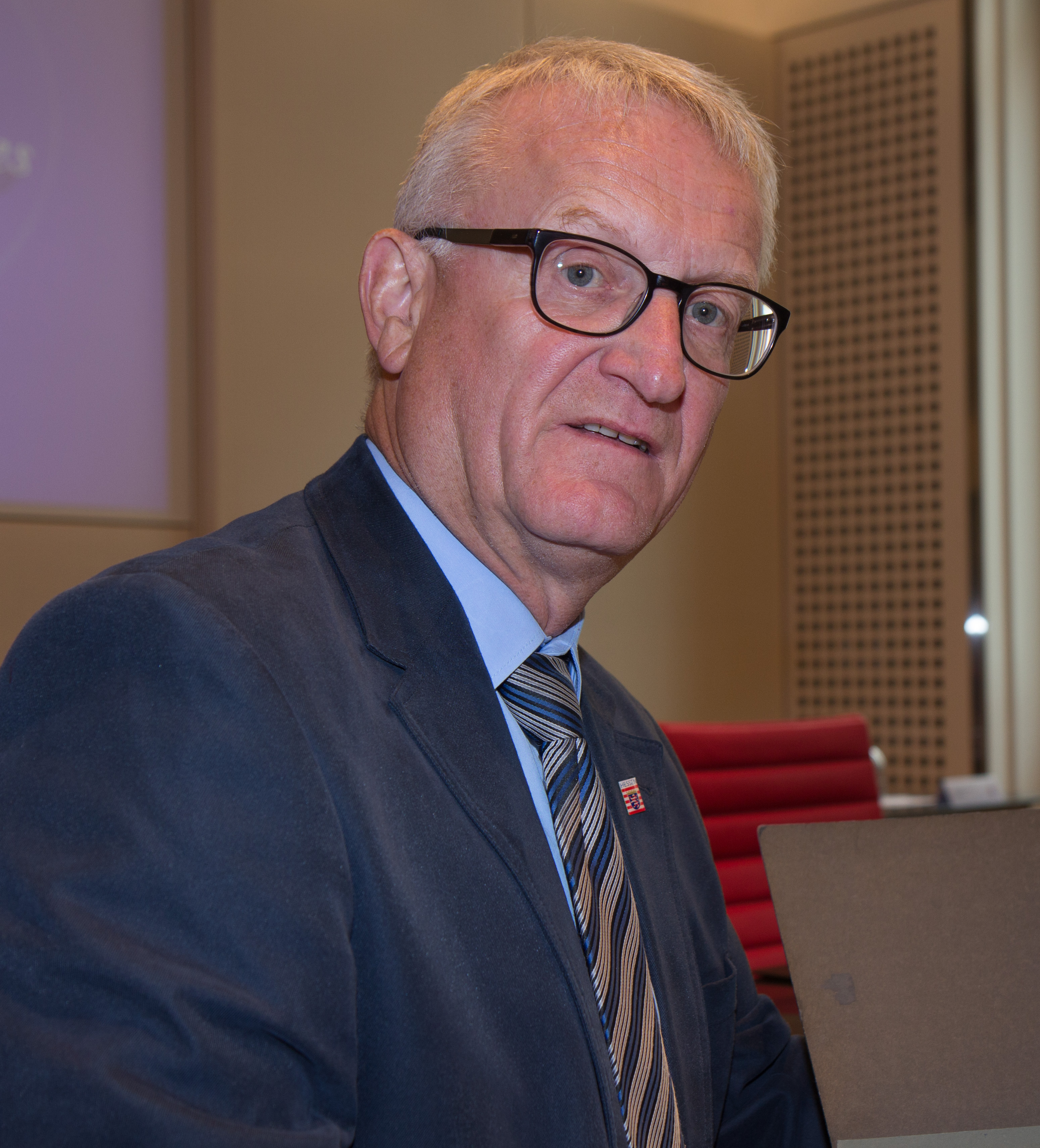
Wolfgang Dippel (2018)

Wolfgang Dippel (ur. 5 listopada 1954 w Warburgu) – niemiecki polityk (CDU). W latach 2004–2014 był burmistrzem w Fuldzie. 18 stycznia 2014 r. Dippel został mianowany sekretarzem stanu ds. społecznych w Heskim Ministerstwie Spraw Społecznych i Integracji.

## Praca doktorska
W 1994 roku Dippel otrzymał stopień doktora na Uniwersytecie w Kassel. W 2014 r. pojawiło się podejrzenie plagiatu. W 2015 r. Komitet Doktorancki Wydziału Nauk Społecznych Uniwersytetu w Kassel zdecydował po odpowiednim sprawdzeniu przez ekspertów zewnętrznych, że zarzut plagiatu był uzasadniony, w związku z czym Dippelowi odebrano stopień doktora. Sąd administracyjny w Kassel orzekł w maju 2018 r., że Dippel nie może zostać oskarżony o oszustwo i że niewłaściwy organ zdecydował o pozbawieniu go stopnia. Dippel odwołał się w postępowaniu do faktu, że „krytyka jego pracy naukowej była znana radzie egzaminacyjnej jeszcze przed przyznaniem doktoratu”.